# 国民経済研究協会
国民経済研究協会（こくみんけいざいけんきゅうきょうかい）は、太平洋戦争（第二次世界大戦）終結後の1945年（昭和20年）に日本経済復興のため、商工省（のちに通商産業省を経て経済産業省）、農林省（のちの農林水産省）、文部省（のちの文部科学省）の三省共管によって設立された財団法人であり、日本初のマクロ経済系シンクタンク。経済安定本部（安本（あんぽん）、のちの経済企画庁）の設立に大きく寄与した。1964年東京オリンピック、1972年札幌オリンピック各大会の入場料金の体系案作成、日本国有鉄道幹線電化計画の策定など、官民問わず多くの受託研究の実績を残してきた。2004年に解散。代表的な定期刊行物に「産業動向」「景気観測」（いずれも月刊）、「企業環境」（季報）、「産業年報」（年刊）などがあった。

## 出版物
- 『国民経済研究協会戦後復興期経済調査資料 第20巻 復刻 諸外国の経済計画』日本経済評論社、1999年1月。ISBN 4-8188-1020-7。
- 『調査研究年報〈1981〉』国民経済研究協会、1981年8月。ASIN B000JBRJ5O

他多数。